# Plectromodes
Plectromodes är ett släkte av skalbaggar. Plectromodes ingår i familjen vivlar.
Kladogram enligt Catalogue of Life:
| Plectromodes | \| \| Plectromodes armatus \| \| \| \| \| \| Plectromodes paludatus \| \| \| \| |
|              | \| \| Plectromodes armatus \| \| \| \| \| \| Plectromodes paludatus \| \| \| \| |
|              | Plectromodes armatus                                                            |
|              |                                                                                 |
|              | Plectromodes paludatus                                                          |
|              |                                                                                 |